# Dziemiony
Dziemiony – wieś w Polsce położona w województwie kujawsko-pomorskim, w powiecie toruńskim, w gminie Chełmża.
W latach 1975–1998 miejscowość administracyjnie należała do województwa toruńskiego. Według Narodowego Spisu Powszechnego (III 2011 r.) liczyła 211 mieszkańców. Wraz z 3 innymi wsiami (każdą zamieszkuje 211 osób), jest piętnastą co do wielkości miejscowością gminy Chełmża.
Miejscowość w średniowieczu przeszła na własność prokuratora papowskiego (z Papowa Biskupiego).
W 2009 roku ustanowiono pomnikiem przyrody lipową aleję przydrożną składającą się z 74 sztuk lip drobnolistnych o obwodach od 149 do 269 cm. Drzewa rosną wzdłuż drogi powiatowej nr 2023.